# Baileya ophthalmica
Baileya ophthalmica är en fjärilsart som beskrevs av Achille Guenée 1852. Baileya ophthalmica ingår i släktet Baileya och familjen trågspinnare. Inga underarter finns listade i Catalogue of Life.